# سن-دنی، سن-سن-دنی
سَن-دُنی (به فرانسوی: Saint-Denis) یک کمون در فرانسه است که در حومه شمالی شهر پاریس واقع شده‌است.

## خصوصیات
سن-دنی ۱۲٫۳۶ کیلومترمربع مساحت و ۱۰۵٬۷۴۹ نفر جمعیت دارد.

## خواهرخوانده
شهرهای سستو سان جووانی، کوردوبا (اسپانیا)، گرا، پورتو الگره، غزه، تزنیت، جلبو و کاراکورو، مالی خواهرخوانده‌های سن-دنی هستند.